# 性剝削
性剝削的意思為在性關係上的剝削行為，可延伸為用各種形式使一個人成為性客體或失去性自主與身體權，即使用他人的性與身體，不給予他們足夠的補償。

## 白嫖
購買性服務卻不支付費用。澳大利亞性工作法改革維多利亞州發言人麗莎·達利莫爾（Lisa Dallimore）認為如果性交易結束後可以退款，或者取消付款，是對性工作者的剝削。在臺灣購買性服務後不付款被規範為詐欺罪，臺灣司法認為詐欺罪所要保護的利益，並不限於合法的利益，雖然如性交易等違反善良風俗之利益，也不應被他人所剝削，如果法律不去保護這些性工作者利益，加害人就會認為他們不必負擔任何法律責任而更加恣意妄為，反而會造成更多的社會問題。

## 性交易爭議
部份人士如基進女性主義者認為性交易本身的內涵就是一種性剝削，性交易便是嫖客與皮條客對賣性者的性剝削。反色情女性主義甚至認為色情文化本身就是性剝削。而性自由陣營與性積極女性主義者則認為許多成年人從事性工作或色情行業是出自自願與選擇，是一種身體自主權的展現，認為是成年人的個人自由選擇。

## 人口販運
人口販運集團通常會透過強迫、威脅或欺騙的方式迫使被害人從事性交易，其中欺騙方式就有以下幾種做法：
1. 透過婚姻、觀光、工作簽證誘騙
2. 以債務或是扣留護照、居留證等相關證件限制被害人的人身自由
3. 以愛情誘騙，發生性行為後要求少女離開家庭，後稱失業，棍騙好女子賣淫。這行男子稱小白臉，靠吃軟飯為生。

## 兒少性剝削
一切以兒童與青少年為對象的色情活動記錄。兒少身心發育一般未成熟，鼓勵或實施針對未成年者的色情活動，易給兒少帶來嚴重的身心創傷，影響其長遠發展。現時在世界各地的法律普遍不容許兒少色情的存在。不過，不同地區對條例的定義略有不同，例如日本的法例亦同時禁止對未滿18歲人士的乳頭接觸。而亦有其他地區對「兒童」的定義較寬鬆或嚴謹，例如德國的法例把「兒童」的定義降低至「未滿14歲」的人。

## 雏妓
雏妓被认为似乎天然的非自愿行为和剥削行为，出于对年龄的考虑，儿童在法律上无法负行为责任。在大多数国家中，雏妓是非法的，无论儿童是否达到了为其行为负责的最低标准。
《雏妓任择议定书》缔约国被要求对雏妓加以禁止。公约将儿童定义为未满18岁的承认，“除非成熟年龄被国家法律认为是稍早一些”。公约在2002年1月18日起生效，在2013年12月，有166个国家签约，另10个国家签署但尚未批准。
国际劳工组织 (ILO)在《1999年童工最恶劣形式公约》(公约第182号)中认定使用、购买或提供儿童色情是最惡劣的童工形式之一。这条公约在1999年通过，要求缔约国必须尽快处理这种紧急问题。这项公约是国际劳工组织自1919年以来签署速度最快的公约。
在美国，《2000年人口贩卖和受害人保护法》定义“商业性行为，使用暴力、欺诈、胁迫的方式加以诱导，提供服务人尚未年满18岁”，这是“极其恶劣的人口贩卖形式”。
在许多国家，特别是贫穷国家中，雏妓问题依然严重，很多西方国家的游客到此进行儿童色情旅游。泰国、柬埔寨、印度、巴西和墨西哥都被列为雏妓剥削严重的地区。

## 強逼賣淫
強逼他人從事性工作。多數是指使用非法的手段如暴力、恐嚇等迫使他人賣淫。甚至有些是把兒童擄走以強逼從事性工作。詞彙「強迫賣淫」或「逼良為娼」出現在國際人道主義公約中，但沒有得到足夠的認識，在應用中得不到持續。「強迫賣淫」指代一方當事人用脅迫的手段與另一方當事人發生性關係。

## 操控性工作者
原則上，操控者是一種代理人，幫助委託的性工作者尋找客戶和作後勤，實際上操控者通常利用地位或關係來剝削性工作者的個人營利。
依靠操控性工作者為生，在全世界很多國家都是違法行為。由於在世界很多國家，賣淫都被視為一種不道德但亦必然存在的行業，各國政府都希望用各種辦法，既可打擊賣淫的風氣，而不會被指對性工作者歧視。在有合法賣淫地區，如波蘭、德國的部分地區和美國內華達州的部分地區，操控性工作者也是違法的。

## 性奴隸
被強逼進行性交，以供控制者淫慾，為被視為洩慾工具的人。古代的貴族、統治者常有性奴隸，有些是罪犯，有些是因為家貧而賣身為奴隸。一般的奴婢也常會被主人性侵犯，成為性奴隸。但有些受到主人特別寵幸或生下兒女的寵婢有可能成為妻妾，也有可能不會。
戰俘也常會被視為性奴隸，亦有人拐帶兒童充當性奴隸，強逼他們賣淫或供自己或他人淫慾。

## 慰安婦
戰爭期間誘騙、徵召、強迫為軍人提供性服務的女性，當中許多是被強迫或者是被誘騙而淪為慰安婦。大多數學者將此詞定義為「被迫充當軍人性奴隸的婦女」。